# Marco Mengucci
Marco Mengucci (Senigallia, 28 ottobre 1966) è un allenatore di calcio ed ex calciatore italiano, di ruolo difensore.

## Carriera

### Giocatore
Dopo un campionato in Interregionale alla Vigor Senigallia ed uno in Serie C2 al Forlì, nel 1987 viene acquistato dal Castel di Sangro, squadra di Interregionale; al termine della stagione 1988-1989 vincendo il campionato conquista la promozione in Serie C2, categoria in cui gioca 57 partite e segna 8 gol con gli abruzzesi per poi venire prelevato dal Ravenna, con cui vince due campionati consecutivi fino ad arrivare in Serie B, categoria in cui nella stagione 1993-1994 (chiusa dai giallorossi con una retrocessione in Serie C1) gioca 33 partite senza mai segnare. Dopo altri due anni in terza serie al Ravenna (il secondo dei quali chiuso con la vittoria del campionato e quindi con una nuova promozione in B), nell'estate del 1996 va alla Ternana: in Umbria prima vince la Serie C2 nella stagione 1996-1997 e poi gioca per un anno in C1, chiudendo il campionato al secondo posto in classifica e centrando per la terza volta in carriera la promozione in Serie B. Chiude la carriera giocando prima 12 partite in C2 con l'Alessandria, poi per un anno e mezzo in C1 nel Gualdo ed infine per una stagione in Serie D con la Vigor Senigallia, la squadra con cui aveva esordito ad inizio carriera e con cui sfiora la promozione in C2 arrivando secondo in classifica. In carriera ha giocato in totale 336 partite in campionati professionistici.

### Allenatore
Ha allenato in numerose squadre dilettantistiche fino alla Promozione.

## Palmarès

### Giocatore

#### Competizioni nazionali
- Campionato Interregionale: 1

Castel di Sangro: 1988-1989
- Serie C2: 2

Ravenna: 1991-1992
Ternana: 1996-1997
- Serie C1: 2

Ravenna: 1992-1993, 1995-1996